# قانون المواريث
قانون المواريث هو فرع من فروع القانون الخاص ويستوحي اسمه من مصطلح مواريث وهي جمع ميراث مصدر من ورث يرث إرثا وميراثا  وفي اللغة يطلق علي معنيين:
- البقاء ومنه اسم الله «الوارث» ومن معناه البقاء بعد فناء الخلق في قوله تعالى (وإنا لنحن نحي ونميت ونحن الوارثون) الأنبياء:89
- انتقال الشيء من شخص لأخر من قوم لقوم حسيا كانتقال المال إلي وارث موجود حقيقة أو حكما، أو انتقال معنويا كانتقال العلم والخلق. قال تعالى:(وَأَوْرَثَكُمْ أَرْضَهُمْ وَدِيَارَهُمْ وَأَمْوَالَهُمْ وَأَرْضًا لَمْ تَطَئُوهَا وَكَانَ اللَّهُ عَلَى كُلِّ شَيْءٍ قَدِيرًا)الأحزاب: 27 وقول الرسول محمد (إن العلماء ورثة الأنبياء)

فالميراث أعم من أن يكون بالمال. فقد يكون بالعلم أو بالمجد أو بالشرف.

## تعريف قانون المواريث
تجدر الملاحظة أنه هناك فرق بين بين فقه المواريث وقانون المواريث فالمراد بعلم الفرائض أو علم المواريث في الشريعة الإسلامية: ذلك العلم الذي يتعلق بالتركة الذي يخلفها الميت وورثها غيره أو هو انتقال الملكية من الميت إلي الورثة الأحياء سواء كان المتروك منقول أوعقار. ويعرف به من يرث ومن لايرث ومقدار مالكل وارث، وموضوعه التركات وغايته إعطاء كل ذي حق حقه وهو مستمد من القران والسنة والاجماع وهو علم بقواعد حسابية وبقسمة التركات بين الورثة ويتم بموجبها معرفة انصبة الورثة وتصحيح أصل الفريضة وسهامها وناسخاتها. إن قواعد الميراث من أهم معالم الاعجاز التشريعي للقران. أما قانون المواريث فهو عبارة عن مجموعة قواعد قانونية تتضمن تحديدا للمال الموروث ومن هم الورثة وما نصيب كل منهم في التركة وكيفية توزيع الإرث نفسه. فقواعد قانون المواريث مستمدة من فقه المواريث، لكن الفرق بينهما أن القانون تبني قواعد محددة تبني فيها مذهبا معينا أو وفق بين عدة مذاهب، وتخلص من تعدد الأراء والاجتهادات، بما يجعل مهمة رجل القانون أبسط بكثير وأيسر من مهمة الباحث في الفقه. كتب القانون الخاص بالميراث بلغة فقهية صعبة علي غير المختصين وذلك في كامل العالم الإسلامي الذي استعان بالشريعة كرافد اساسي لهاذا القانون، تبدو بعض المصطلحات صعبة حتى لمن يملكون تكوينا قانونيا، سبب ذلك أن المصطلحات غير مألوفة في بقية فروع القانون مما يصعب فهمها والإلمام بها مثل: الحجب والتعصيب والعول.